# Precámbrico

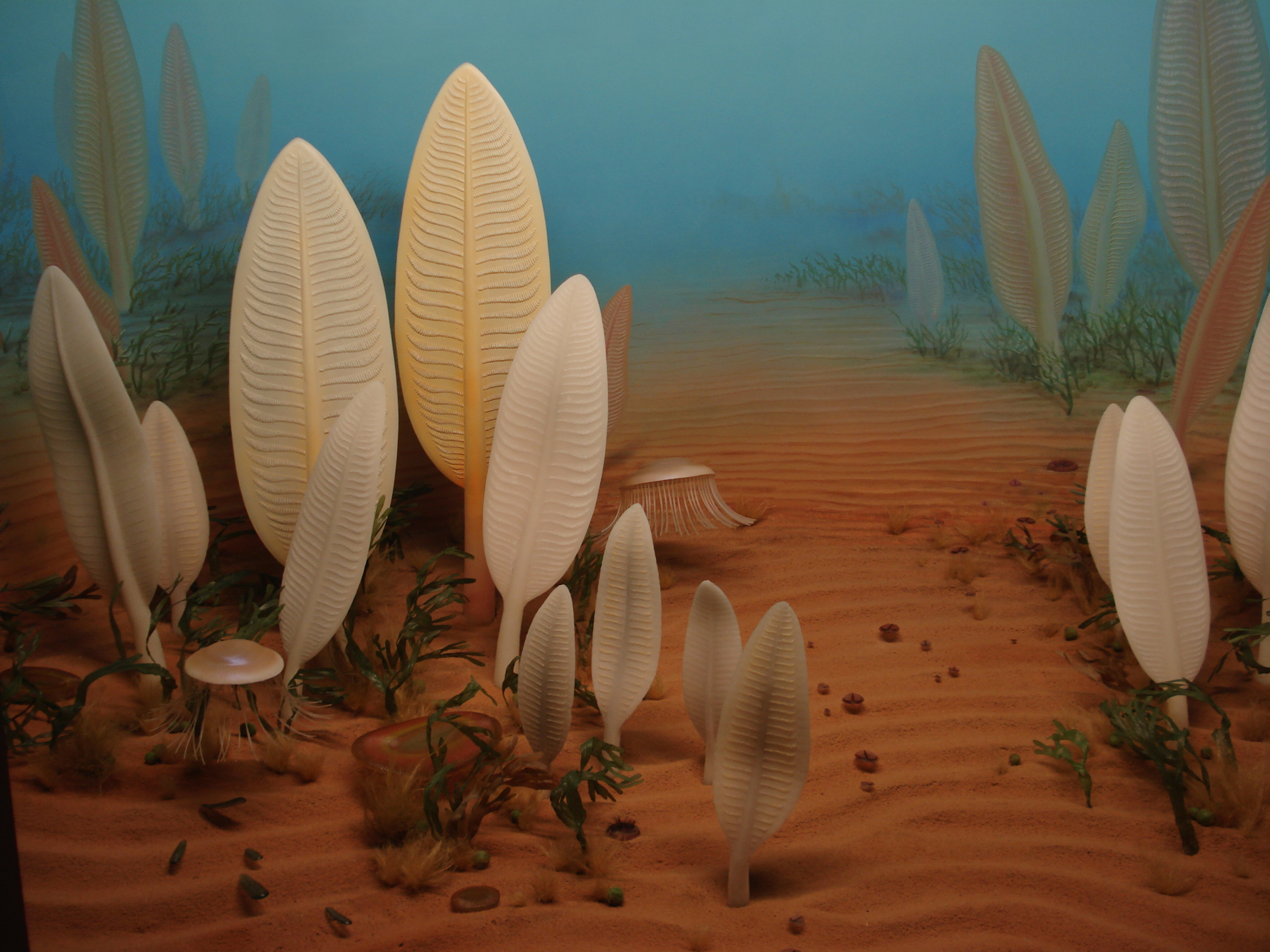
Recreación del mar a finales del Precámbrico (Ediacárico)

El Precámbrico, supereón precámbrico o Criptozoico es una división informal de la escala temporal geológica, es la primera y más larga etapa de la historia de la Tierra —más del 88 %—, que engloba los eones Hádico, Arcaico y Proterozoico. Este supereón  comenzó cuando se formó la Tierra, hace entre 4567,9 y 4570,1 millones de años y terminó hace 542,0 (±1,0) millones de años. Duró aproximadamente 4027 millones de años y dio paso al eón Fanerozoico / era Paleozoico / período cámbrico. El estudio del Precámbrico es muy complejo, hubo un vulcanismo intenso pero en general las rocas formadas durante este supereón están muy transformadas por diferentes ciclos orogénicos (deformación tectónica, metamorfismo, etc.) y los fósiles son muy escasos.
Las rocas precámbricas son principalmente ígneas y metamórficas. En el cratón de Kaapvaal (Sudáfrica), en el cratón de Pilbara (Australia Occidental) y en Suramérica, en la zona conocida como escudo guayanés y en Groenlandia se encuentran las rocas terrestres más antiguas datadas en 3800 millones de años aproximadamente.

## Subdivisiones
La Comisión Internacional de Estratigrafía divide este supereón en tres eones:
| Supereón      | Eón Eonotema     | Era Eratema | Periodo Sistema | Periodo Sistema | Hechos relevantes | Inicio, en millones de años |
| ------------- | ---------------- | --- | --- | --- | --- | --------------------------- |
| Precám- brico | Protero- zoico   | Neoproterozoico | Ediacárico Ediacariano | Ediacárico Ediacariano | La biota ediacárica florece en todos los mares. Huellas de posibles animales vermiformes (Trichophycus). Primeras esponjas y trilobitomorfos. Formas enigmáticas que incluyen numerosos animales blandos parecidos a bolsas, discos o colchas (como Dickinsonia). | ~635                        |
| Precám- brico | Protero- zoico   | Neoproterozoico | Criogénico Criogeniano | Criogénico Criogeniano | Glaciación global («Tierra bola de nieve»). Los fósiles aún son raros. El continente Rodinia comienza a fragmentarse. | ~720                        |
| Precám- brico | Protero- zoico   | Neoproterozoico | Tónico Toniano | Tónico Toniano | Persiste el supercontinente Rodinia. Trazas fósiles de eucariotas pluricelulares simples. Primera diversificación de acritarcos parecidos a dinoflagelados. | 1000                        |
| Precám- brico | Protero- zoico   | Meso- proterozoico | Esténico Steniano | Esténico Steniano | Surgen estrechos cinturones metamórficos debidos a la orogenia al formarse el supercontinente Rodinia. | 1200                        |
| Precám- brico | Protero- zoico   | Meso- proterozoico | Ectásico Ectasiano | Ectásico Ectasiano | Los depósitos sedimentarios sobre las plataformas continúan expandiéndose. Colonias de algas verdes pueblan los mares. | 1400                        |
| Precám- brico | Protero- zoico   | Meso- proterozoico | Calímico Calymmiano | Calímico Calymmiano | Desarrollo de depósitos sedimentarios o volcánicos sobre las plataformas existentes. | 1600                        |
| Precám- brico | Protero- zoico   | Paleo- proterozoico | Estatérico Statheriano | Estatérico Statheriano | Formación del primer supercontinente, Columbia. | 1800                        |
| Precám- brico | Protero- zoico   | Paleo- proterozoico | Orosírico Orosiriano | Orosírico Orosiriano | La atmósfera se vuelve oxigénica. Impactan dos asteroides, ocasionando los cráteres de Vredefort (2020 Ma) y de Sudbury (1850 Ma). Orogenia intensa. | 2050                        |
| Precám- brico | Protero- zoico   | Paleo- proterozoico | Riásico Rhyaciano | Riásico Rhyaciano | Biota francevillense (2100 Ma). Formación del Complejo Bushveld. Glaciación Huroniana. | 2300                        |
| Precám- brico | Protero- zoico   | Paleo- proterozoico | Sidérico Sideriano | Sidérico Sideriano | Primeras formas de vida unicelulares complejas: protistas con núcleo (2500 Ma). La Gran Oxidación: formaciones de hierro bandeado (2500 Ma). | 2500                        |
| Precám- brico | Arcaico Arqueano | Neoarcaico Neoarqueano | Estabilización de los cratones modernos. | Estabilización de los cratones modernos. | Estabilización de los cratones modernos. | 2800                        |
| Precám- brico | Arcaico Arqueano | Mesoarcaico Mesoarqueano | Macrofósiles más antiguos. | Macrofósiles más antiguos. | Macrofósiles más antiguos. | 3200                        |
| Precám- brico | Arcaico Arqueano | Paleoarcaico Paleoarqueano | Primeras bacterias productoras de oxígeno conocidas. Microfósiles definitivos más antiguos. | Primeras bacterias productoras de oxígeno conocidas. Microfósiles definitivos más antiguos. | Primeras bacterias productoras de oxígeno conocidas. Microfósiles definitivos más antiguos. | 3600                        |
| Precám- brico | Arcaico Arqueano | Eoarcaico Eoarqueano | Estromatolito más antiguo de (3700 Ma). Microfósiles inciertos más antiguos. Máxima actividad de impactos meteoríticos del «bombardeo intenso tardío» en el sistema solar interior (~3920 Ma). Inicio de la cristalización del núcleo interno y generación del campo magnético terrestre (~4000 Ma). | Estromatolito más antiguo de (3700 Ma). Microfósiles inciertos más antiguos. Máxima actividad de impactos meteoríticos del «bombardeo intenso tardío» en el sistema solar interior (~3920 Ma). Inicio de la cristalización del núcleo interno y generación del campo magnético terrestre (~4000 Ma). | Estromatolito más antiguo de (3700 Ma). Microfósiles inciertos más antiguos. Máxima actividad de impactos meteoríticos del «bombardeo intenso tardío» en el sistema solar interior (~3920 Ma). Inicio de la cristalización del núcleo interno y generación del campo magnético terrestre (~4000 Ma). | 4031±3                      |
| Precám- brico | Hádico Hadeano   | Mineral más antiguo conocido: un zircón de 4400 Ma. Primeros organismos unicelulares (bacterias y arqueas), (4300 Ma). Primeras moléculas de biomoléculas autorreplicantes y comienzo de la abiogénesis (4500-4300 Ma). Formación de la Luna a partir de material arrancado de la Tierra por el choque con Theia hace ~4533 Ma. Formación de la Tierra por acreción de planetesimales hace aproximadamente 4567 Ma. | Mineral más antiguo conocido: un zircón de 4400 Ma. Primeros organismos unicelulares (bacterias y arqueas), (4300 Ma). Primeras moléculas de biomoléculas autorreplicantes y comienzo de la abiogénesis (4500-4300 Ma). Formación de la Luna a partir de material arrancado de la Tierra por el choque con Theia hace ~4533 Ma. Formación de la Tierra por acreción de planetesimales hace aproximadamente 4567 Ma. | Mineral más antiguo conocido: un zircón de 4400 Ma. Primeros organismos unicelulares (bacterias y arqueas), (4300 Ma). Primeras moléculas de biomoléculas autorreplicantes y comienzo de la abiogénesis (4500-4300 Ma). Formación de la Luna a partir de material arrancado de la Tierra por el choque con Theia hace ~4533 Ma. Formación de la Tierra por acreción de planetesimales hace aproximadamente 4567 Ma. | Mineral más antiguo conocido: un zircón de 4400 Ma. Primeros organismos unicelulares (bacterias y arqueas), (4300 Ma). Primeras moléculas de biomoléculas autorreplicantes y comienzo de la abiogénesis (4500-4300 Ma). Formación de la Luna a partir de material arrancado de la Tierra por el choque con Theia hace ~4533 Ma. Formación de la Tierra por acreción de planetesimales hace aproximadamente 4567 Ma. | 4567                        |

## Descripción general
Se sabe relativamente poco sobre el Precámbrico, a pesar de que constituye aproximadamente siete octavos de la Historia de la Tierra, y lo que se conoce se ha descubierto en gran parte a partir de la década de 1960. El registro fósil del Precámbrico es más pobre que el del Fanerozoico subsiguiente, y los fósiles del Precámbrico (por ejemplo, estromatolitos) tienen un uso limitado en bioestratigrafía. Esto se debe a que muchas rocas precámbricas han sido fuertemente metamorfoseadas, oscureciendo sus orígenes, mientras que otras han sido destruidas por la erosión, o permanecen profundamente enterradas bajo estratos fanerozoicos. 
Se cree que la Tierra se formó a partir de material en órbita alrededor del Sol aproximadamente a los 4.543 Ma, y que pudo haber sido golpeada por otro planeta llamado Tea poco después de formarse, separando el material que formó la Luna (véase Teoría del gran impacto). Una corteza estable estaba aparentemente en su lugar por 4.433 Ma, ya que cristales de circón de Australia Occidental han sido fechados en 4.404 ± 8 Ma.
El término «Precámbrico» es utilizado por geólogos y paleontólogos para discusiones generales que no requieren un nombre más específico del eón. Sin embargo, tanto el United States Geological Survey y la Comisión Internacional de Estratigrafía consideran el término como informal. Debido a que el lapso de tiempo que cae bajo el Precámbrico consta de tres eones (el Hádico, el Arcaico, y el Proterozoico), a veces se lo describe como un supereón, pero también se trata de un término informal, no definido por el ICS en su guía cronoestratigráfica. 

## Cambios geológicos
En ese tiempo se produjeron los siguientes acontecimientos: formación de la litosfera, hidrosfera, la atmósfera, el origen y la evolución temprana de la tierra.
El material más antiguo que se conoce en el planeta Tierra tiene una edad que oscila entre 4100 y 4200 millones de años de antigüedad y corresponde a unos granos de mineral de zircón. Pero algunos meteoritos, que se considera se formaron al mismo tiempo que la tierra, permiten asignar a la tierra una edad de 4550 millones de años.
Al calentarse la Tierra, el vulcanismo expulsó vapor de agua y dióxido de carbono a la atmósfera primitiva (protoatmósfera), que estaba además compuesta por gases reductores, como el amoníaco. Sin embargo, faltaba totalmente el oxígeno.
El vapor de agua se acumuló en la atmósfera hasta que la temperatura terrestre descendió por debajo de los 100 °C, hace unos 3800 millones de años, y entonces se solidificaron las primeras rocas. De esta misma época hay indicios de una primera cubierta líquida (océano primigenio), al precipitar el vapor de agua a la corteza terrestre y comenzar a acumularse sales.
Los primeros núcleos continentales, llamados cratones, se movían sobre un manto caliente y chocaban entre sí. Las colisiones de estos núcleos primitivos plegaron la Tierra y formaron las primeras montañas.
Las agrupaciones de todos los cratones en un único continente, se produjo tres veces durante el Proterozoico.
Durante el transcurso del eón proterozoico ocurrieron dos grandes orogenias, la última de las cuales coincide con una gran glaciación (periodo de enfriamiento mundial, con nevadas, avance de glaciares en las montañas y engrosamiento de la capa de hielo en los mares fríos).
Una vez conseguida una estabilidad tanto cortical (corteza suficientemente espesa, diferenciada y rígida), como atmosférica (desaparición de amoniaco, metano, ácido sulfhídrico, etc., y reemplazo por oxígeno y nitrógeno), desde hace unos 2500 millones de años, el clima de la tierra se estabilizó y ya estaba preparado el escenario para la proliferación y evolución de la vida.

### Primera corteza continental
La primera corteza continental se formó a partir del manto superior terrestre en un período que oscila entre los 3800 y los 2800 millones de años de antigüedad. Se formaron andesitas y basaltos, siendo muy numerosas las intrusiones graníticas.
Los científicos creen que esta corteza continental primitiva, rica en silicatos de aluminio, era más fina, más caliente y discontinua que la corteza actual.
A las zonas constituidas por esta primera corteza se las denomina escudos, y forman el núcleo de los actuales continentes. En alguno de ellos llegan a constituir la mayor parte, como en el caso del continente americano en el macizo guayanés o en las sierras de Ventania y en el continente africano. Los escudos más antiguos son los de África y Groenlandia, con una edad que puede llegar hasta los 3500 millones de años de antigüedad.
Es probable que al final del precámbrico se diera una dinámica de placas similar a la actual.

## Vida durante el Precámbrico
La vida se origina durante el Precámbrico, muy probablemente en el mar.
Los fósiles precámbricos son muy escasos, pero excepcionalmente se conservan restos de alguno de los organismos primitivos que vivieron entonces, o bien sus impresiones o huellas.
La carencia de fósiles precámbricos se puede deber a que prácticamente la totalidad de los organismos debían ser de cuerpo blando y desprovistos de partes duras que pudieran fosilizar.
Otra de las posibles causas de la escasez de fósiles es que los sedimentos del Precámbrico han sufrido diferentes etapas de metamorfismo a lo largo de la historia geológica y se han destruido la mayor parte de los restos de organismos que pudieran haber quedado englobados en ellos. 
En islas que se encuentran al occidente de Groenlandia se han encontrado rocas de 3800 millones de años de antigüedad que podrían tener origen orgánico. Se han encontrado en Australia occidental rocas que contienen numerosos microfósiles. Los más antiguos tienen alrededor de 3460 millones de años y corresponden a primitivas bacterias bien preservadas. Son especialmente abundantes los estromatolitos —capas y masas semiesféricas de carbonato cálcico—, formados por la actividad de cianobacterias, que pueden llegar a tener 1400 millones de años de antigüedad.
Hace unos 670 millones de años, corales blandos, medusas, anélidos y otros animales de cuerpo blando aparecieron en mares poco profundos y en las orillas de los continentes.

## Clima
En el transcurso del Proterozoico los océanos y la atmósfera fueron sufriendo cambios. Las sales que el agua de lluvia disolvía de la tierra emergida y llevaba hasta los mares hicieron que aumentara su concentración salina.
Hace 2800 millones de años las cianobacterias comenzaron a producir oxígeno que empezó a acumularse en la atmósfera. 300 millones de años después, hace 2450 m. a., se produjo un aumento más rápido en la producción de oxígeno, causando lo que se conoce como «la Gran Oxidación». La reacción del oxígeno con el hierro presente en los mares produjo la formación de importantes depósitos sedimentarios de óxidos de hierro bandeados, actualmente explotados como principal fuente de dicho elemento.
Hace 1800 millones de años, a partir del oxígeno  atmosférico, se formó una capa de ozono que protege a los seres vivos de la letal radiación ultravioleta del Sol.
En cuanto al clima, se alternaron periodos de clima desértico con épocas frías y húmedas, e incluso algunos periodos glaciales muy intensos, como los del Criogénico